# Rodolia cardinalis
Rodolia cardinalis är en skalbaggsart som först beskrevs av Étienne Mulsant 1850.  Rodolia cardinalis ingår i släktet Rodolia och familjen nyckelpigor. Inga underarter finns listade i Catalogue of Life.

## Bildgalleri

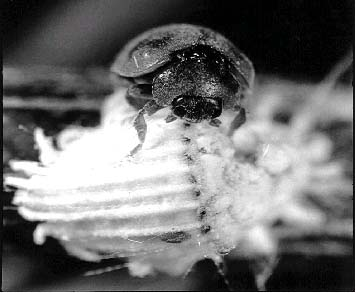
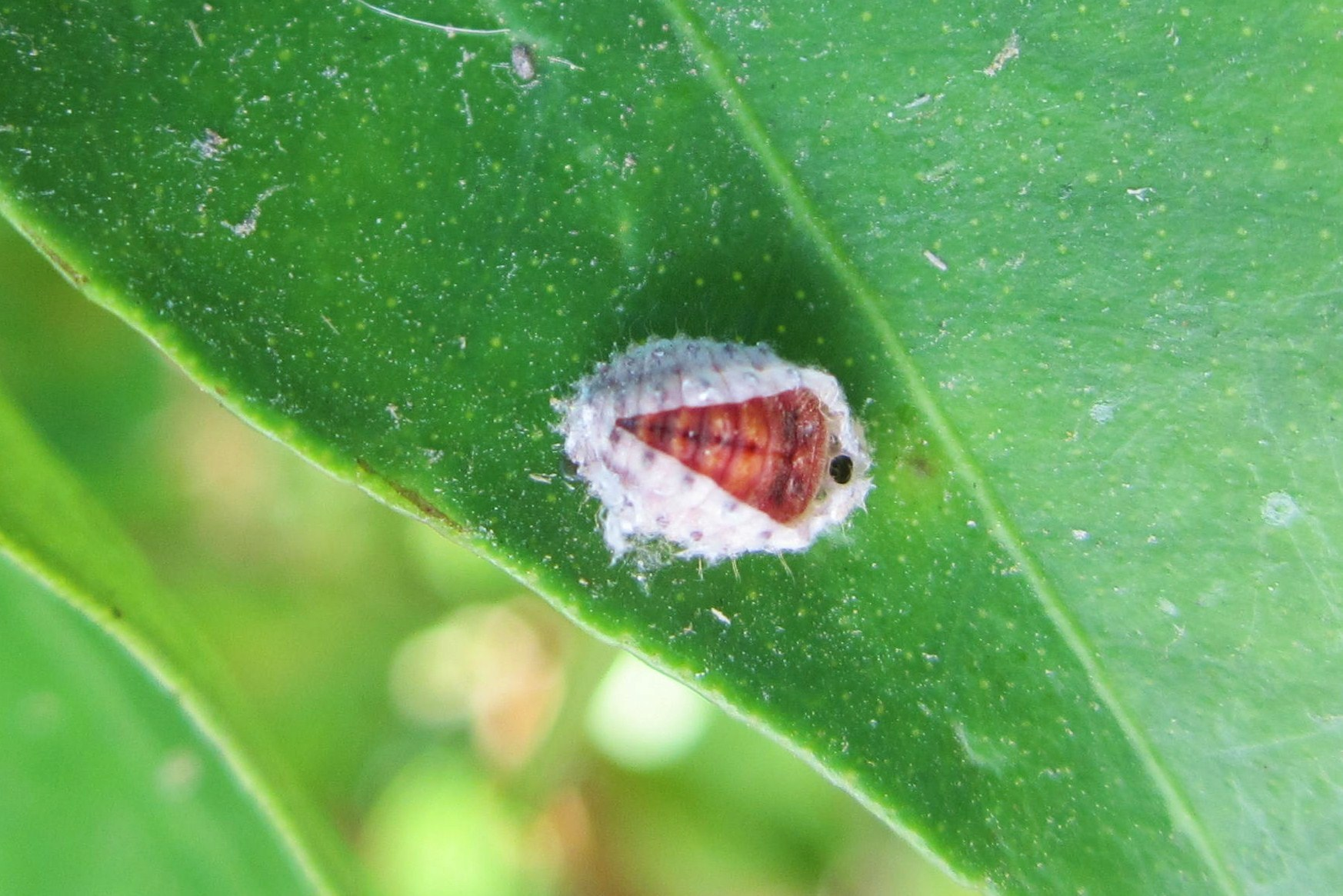
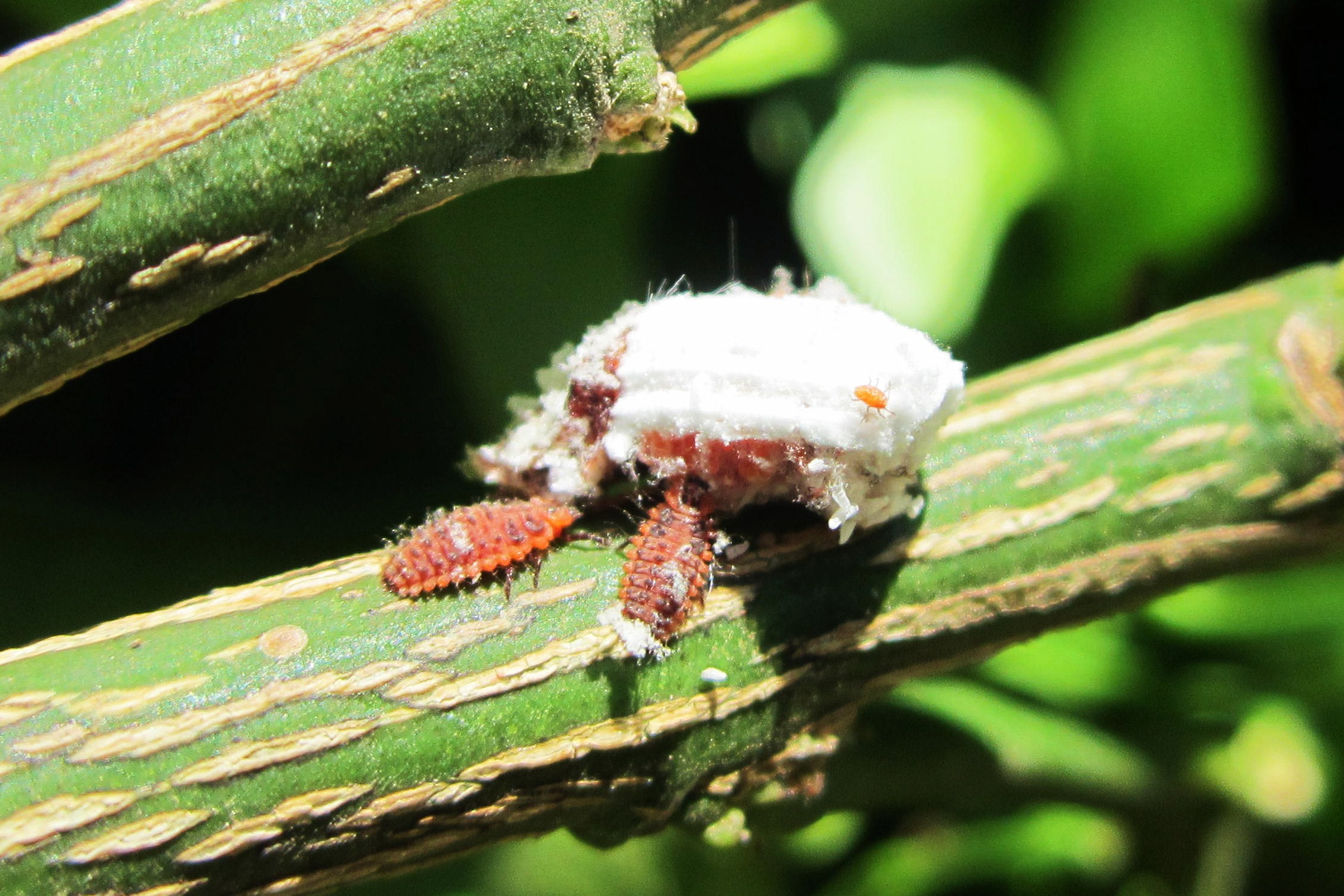
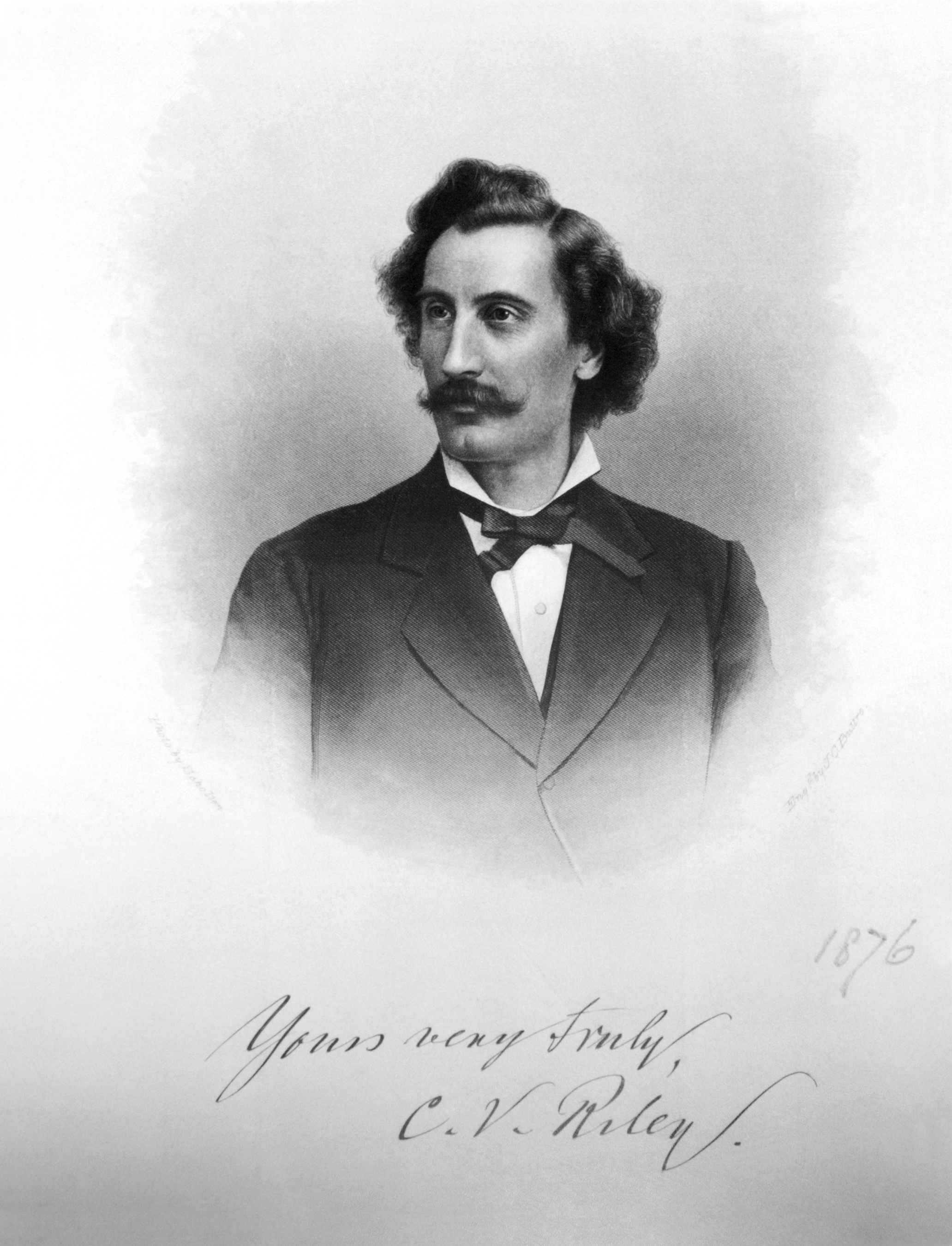
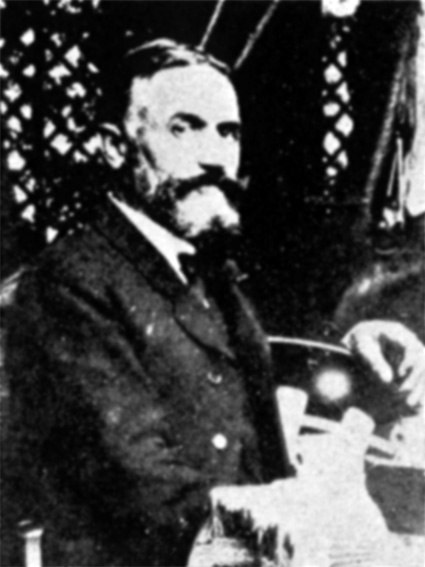